# Ítalo Bruno
Ítalo Victorio Bruno (Rio de Janeiro, 4 de agosto de 1933) é um político brasileiro. Foi deputado estadual do estado da Guanabara entre 1971 e 1975 e do Rio de Janeiro entre os anos de 1975 e 1983.

## Biografia
Ítalo Victorio Bruno nasceu na cidade do Rio de Janeiro, no ano de 1933, enquanto a cidade ainda era capital federal do Brasil.
No ano de 1970, filiado ao Aliança Renovadora Nacional (ARENA), partido da Ditadura militar brasileira, concorreu ao cargo de Deputado estadual pelo estado da Guanabara. No pleito, foi eleito após receber 7.933 votos. Em 1974, foi reeleito ao cargo, após conquistar 11.622 votos.
Com a dissolução do estado da Guanabara e o estabelecimento definitivo da Assembleia Legislativa do Estado do Rio de Janeiro (ALERJ), Ítalo foi empossado como Deputado estadual do Rio de Janeiro. Em 1978, candidatou-se para ser Deputado estadual do Rio de Janeiro, onde foi eleito 18.975 votos. Em 1982, após deixar o ARENA e filiar-se ao Partido Democrático Social (PDS) reelegeu-se ao cargo após angariar 38.208 votos.
Conforme documentado pelo escritor Ruy Castro no livro Estrela Solitária - Um Brasileiro Chamado Garrincha, Ítalo foi responsável por conseguir uma internação gratuita no bairro das Laranjeiras, para o ex-jogador de futebol Garrincha conseguir tratar o alcoolismo.
Com o fim da Ditadura militar, filiou-se ao Partido da Frente Liberal (PFL) e concorreu por sua recondução à uma cadeira na ALERJ. Na eleição recebeu 10.649 votos, sendo suplente da sigla. Em 1990, deixou o PFL e migrou para o Partido da Reconstrução Nacional (PRN), partido do então presidente Fernando Collor. No pleito novamente não foi eleito, após receber 5.635 votos.
No ano de 1998, voltou a pleitear uma vaga na ALERJ, quando filiou-se ao Partido Progressista Brasileiro (PPB), quando recebeu 3.557 votos, não conseguindo ser eleito.

### Desempenho eleitoral
| Ano  | Cargo                                    | Votos  | Resultado  | Ref.   |
| ---- | ---------------------------------------- | ------ | ---------- | ------ |
| 1970 | Deputado estadual do estado da Guanabara | 7.933  | Eleito     | [ 7 ]  |
| 1974 | Deputado estadual do estado do Guanabara | 11.622 | Eleito     | [ 7 ]  |
| 1978 | Deputado estadual do Rio de Janeiro      | 18.975 | Eleito     | [ 7 ]  |
| 1982 | Deputado estadual do Rio de Janeiro      | 38.208 | Eleito     | [ 7 ]  |
| 1986 | Deputado estadual do Rio de Janeiro      | 10.649 | Não eleito | [ 10 ] |
| 1990 | Deputado estadual do Rio de Janeiro      | 5.635  | Não eleito | [ 12 ] |
| 1998 | Deputado estadual do Rio de Janeiro      | 3.557  | Não eleito | [ 13 ] |